# Cervona Novoselivka, Kazanka
Cervona Novoselivka (în ucraineană Червона Новоселівка) este un sat în comuna Lahodivka din raionul Kazanka, regiunea Mîkolaiiv, Ucraina.

## Demografie
Componența lingvistică a localității Cervona Novoselivka
     Ucraineană (94,74%)
     Română (5,26%)
Conform recensământului din 2001, majoritatea populației localității Cervona Novoselivka era vorbitoare de ucraineană (94,74%), existând în minoritate și vorbitori de română (5,26%).